# مشت خونین ۸: آموزش‌دیده برای کشتن
مشت خونین ۸: آموزش دیده برای کشتن (به انگلیسی: Bloodfist VIII: Trained to Kill) یک فیلم ویدئویی آمریکایی در ژانر اکشن و ماجراجویی محصول سال ۱۹۹۶ با بازی دون ویلسون و کارگروانی ریک جاکوبسون است.